# سامر السعيد
سامر السعيد (21 سبتمبر 1984-) مغني عراقي شارك في برنامج ذا فويس: أحلى صوت (الموسم الثاني)

## حياته ومشواره المهني
ولد سامر في بغداد، درس الموسيقى في صغره بتشجيع من والديه، إنتقل بعدها مع عائلته للعيش في كندا عام 2004 ،أول مرة وقف فيها على المسرح كانت عام 2007 في العراق قام بإحياء العديد من الحفلات في العديد من الدول العربية وفي أوروبا و القارة الأمريكية أكتسب قاعدة جماهرية 

### حياته الأسرية
متزوج ولديه ابنتان

## مشاركته في برنامج ذا فويس أحلى صوت
شارك عام 2014 في برنامج ذا فويس الموسم الثاني على شاشة إم بي سي 4 ،استدار حينها له الحكام الأربعة لكنه أختار ليكون ضمن فريق كاظم الساهر حينها غني موالالبستان في مرحلة الصوت وحده.
إنتظر المدرّب صابر الرباعي إلى منتصف ثالث حلقات مرحلة المواجهة، حتى يُكمل عدد مواهب فريقه، ويختار الموهبة الثانية التي أراد أن يخطفها  في ثاني جولات المواجهة.
أدائه  لأغنية «فوق النخل» مع خصمه عمّار خطاب وضع كاظم الساهر في حيرةٍ كبيرة، وإعترف خلال التمارين أنّه أخطأ بوضع صوتين قويين في مواجهةٍ واحدة، وكان يتمنى أن يُخطف الخاسر.
لم تمضِ ثوانٍ قليلة على إتخاد كاظم لقراره حتى وقف خلف كرسي صابر الرباعي، منتظراً إعلان  المقدم محمد كريم  فرصة الخطف، إلّا أنّ عاصي الحلاني سبقه وضغط على الزر معلناً خطفه إلى فريق صابر ،بعد خروجه من البرنامج أطلق العديد من الأغنيات المنفردة التي صورت على طريقة الفيديوكليب.

## أعماله

### أغانيه في برنامج ذا فويس
| الأغنية                            | المطرب الأصلي   |
| ---------------------------------- | --------------- |
| البستان(موال) مرحلة الصوت وبس      | محمد عبد الجبار |
| فوق النخل - مع عمار خطاب(المواجهة) | تراث عراقي      |
| دللول يالولد                       | تراث عراقي      |
| مشكوره                             | فؤاد سالم       |
| غريبه الناس                        | وائل جسار       |
| فقدتك                              | حسين الجسمي     |
| جرح الماضي                         | وائل جسار       |

### فيديو كليبات
| الأغنية          | المخرج            | العام |
| ---------------- | ----------------- | ----- |
| غيرك راد         | فضلي الجبوري      | 2011  |
| سحار             | جميل جميل المغازي | 2015  |
| عشق بغدادي       | جميل جميل المغازي | 2015  |
| حن قلبي          | بسام بتو          | 2015  |
| أول حب           | جميل جميل المغازي | 2015  |
| من صار عنده جناح | آيكون روميو       | 2019  |

### أغاني منفرده
- غيرك راد
- تتعبله وتداري
- وصلوله
- سحار
- عشق بغدادي
- حن قلبي
- أول حب
- من صار عنده جناح